# Bir Bhadur Chettri
Bir Bhadur Chettri (7 september 1955) is een hockeyer uit India. 
Chettri behaalde met de Indiase ploeg de zevende plaats tijdens de Olympische Spelen 1976. Vier jaar later tijdens de Olympische Spelen in Moskou won Chettri met de Indiase ploeg de gouden medaille. Dit toernooi werd geteisterd door afzeggingen, van de twaalf landen die zich hadden gekwalificeerd namen er slechts die deel.

## Erelijst
- 1976 – 7e Olympische Spelen in Montreal
- 1980 –  Olympische Spelen in Moskou